# 中長真巨口魚
中長真巨口魚（学名：Eustomias intermedius）为輻鰭魚綱巨口鱼目巨口鱼科的其中一種。分布於大西洋海域，為深海魚類，棲息深度632-640公尺。

## 扩展阅读
維基物種上的相關：中長真巨口魚